# Indo-australska ploča
Indo-australska ploča je zajedničko ime za dvije litosferne ploče koje obuhvaćaju kontinent Australiju i okolne oceane. Ta velika ploča uključuje australski kontinent i okolni ocean, a proteže se sjeverozapadno, uključujući indijski potkontinent i susjedne vode. Nastala je fuzijom indijskih i australskih ploča prije otprilike 43 milijuna godina. Fuzija se dogodila kad se srednjooceanski hrbat u Indijskom oceanu, koji je razdvajao dvije ploče, prestao širiti.
Indija, Australija, Nova Gvineja, Tasmanija, Novi Zeland i Nova Kaledonija su dijelovi nekadašnjeg superkontinenta Gondvane. Širenje morskog dna odijelilo je ove kopnene mase, no, kako su središta širenja prestala biti aktivna, ovi dijelovi su se sjedinili u jednu ploču.

## Pokreti ploča
Istočni dio (Australija) kreće se prema sjeveru brzinom od 5,6 cm godišnje, dok se zapadni dio (Indija) kreće samo brzinom od 3,7 cm godišnje zbog toga što udara u Himalaju. Ovo diferencijalno kretanje rezultiralo je kompresijom nekadašnje ploče blizu njezina središta na Sumatri i podjelom na Indijsku i Australsku ploču.
Treća ploča, poznata kao Jarčeva ploča, također se možda odvaja od zapadne strane indijske ploče u sklopu nastavka raspada Indoaustralske ploče.

### Odvajanje
Nedavna istraživanja i dokazi iz seizmičkih događaja poput potresa u Indijskom oceanu 2012. sugeriraju da se Indo-australska ploča možda razbila na dvije ili tri zasebne ploče prvenstveno zbog naprezanja izazvanih sudarom Indo-australske ploče s Euroazijom duž onoga što je kasnije postalo Himalaja, i da su Indijska ploča i Australska ploča odvojene već najmanje 3 milijuna godina.

## Granice
Sjeveroistočna strana Australske ploče čini konvergentnu granicu s Euroazijskom pločom na rubnim dijelovima Indijskog oceana od Bangladeša prema Burmi do jugozapadnih dijelova Indonezije (Sumatra i Borneo). Zona subdukcije kroz Indoneziju nije paralelna s biogeografskom Wallaceovom linijom, koja razdvaja autohtonu azijsku faunu od australske.